# 155 v.Chr.
155 v.Chr. is een jaartal volgens de christelijke jaartelling.

## Gebeurtenissen

### Italië
- In Rome worden Publius Cornelius Scipio Nasica Corculum en Marcus Claudius Marcellus benoemd tot consul van het Imperium Romanum.
- Een Grieks filosofiegenootschap onder leiding van Diogenes van Babylon, wordt naar Rome gestuurd om in hoger beroep te gaan tegen een boete van 100 talenten, die door het Romeinse bestuur aan Athene is opgelegd.

### Griekenland
- Mnestheus volgt Callistratus op als archont van Athene.
- Priëne, een Griekse handelskolonie, wordt onder Romeins protectoraat geplaatst.

### Europa
- De Romeinen onder leiding van Lucius Mummius Achaicus, verslaan in Hispania de opstandige Lusitaniërs bij Gibraltar.

### India
- Menander I (155 - 130 v.Chr.) wordt koning van het Indo-Griekse koninkrijk Bactrië. Hij bekeert zich tot het Boeddhisme en verovert Himachal Pradesh, Jammu en Kasjmir (staat).